# Ammophila pseudoheydeni
Ammophila pseudoheydeni là một loài côn trùng cánh màng trong họ Sphecidae, thuộc chi Ammophila. Loài này được Li and He miêu tả khoa học đầu tiên năm 2000.